# 五味奈津実
五味 奈津実（ごみ なつみ、1990年7月6日-）は、東京都文京区出身の日本の柔道家。52kg級の選手。身長は156cm。血液型O型。組み手は右組み。得意技は内股。

## 経歴
柔道は3歳の時に講道館で始めた。文京第一中学から藤村女子高校を経て仙台大学へ進むと、1年の時には学生体重別の52kg級で3位となった。3年と4年の時にも学生体重別で3位に入った。2013年にはJR東日本の所属となると、 体重別と講道館杯でそれぞれ3位入賞を果たした。サンクトペテルブルクで開催されたワールドコンバットゲームズ団体戦では初戦のモンゴル戦で48kg級の世界チャンピオンである寝業師のムンフバット・ウランツェツェグを横四方固で破ると、決勝のブラジル戦でもエリカ・ミランダを指導2で破るなどしてチームの優勝に貢献した。2015年に名古屋で開催された東アジア選手権では個人戦決勝で大成高校3年の黒木七都美に有効で敗れて2位だったが、団体戦では優勝を飾った。2017年のアジアオープン・台北でオール一本勝ちして個人戦の国際大会初優勝を飾った。2018年8月の実業個人選手権では2回戦で元世界チャンピオンである三井住友海上の中村美里をGSに入ってから技ありで破るなどして3位になった。その後、JR東日本柔道部のコーチとなった。

## 主な戦績
- 2009年　- 学生体重別　3位
- 2011年　- 学生体重別　3位
- 2012年　- 学生体重別　3位
- 2013年　- 体重別　3位
- 2013年　- ワールドコンバットゲームズ団体戦　優勝
- 2013年　- 講道館杯　3位
- 2013年　- グランドスラム・東京　7位
- 2015年　- 東アジア選手権　個人戦　2位　団体戦　優勝
- 2017年　- アジアオープン・台北　優勝
- 2018年 - 実業個人選手権　3位

(出典、JudoInside.com)